# Арфёй-Шатен
Арфёй-Шате́н (фр. Arfeuille-Châtain, окс. Arfuelha Chastenh) — коммуна во Франции, находится в регионе Лимузен. Департамент коммуны — Крёз. Входит в состав кантона Эво-ле-Бен. Округ коммуны — Обюссон.
Код INSEE коммуны — 23005.

## Население
Население коммуны на 2010 год составляло 208 человек.
| 1962 | 1968 | 1975 | 1982 | 1990 | 1999 | 2010 |
| ---- | ---- | ---- | ---- | ---- | ---- | ---- |
| 380  | 319  | 246  | 190  | 167  | 170  | 208  |

## Экономика
В 2010 году среди 93 человек трудоспособного возраста (15—64 лет) 62 были экономически активными, 31 — неактивной (показатель активности — 66,7 %, в 1999 году было 64,9 %). Из 62 активных жителей работали 55 человек (29 мужчин и 26 женщин), безработных было 7 (2 мужчин и 5 женщин). Среди 31 неактивных 3 человека были учениками или студентами, 17 — пенсионерами, 11 были неактивными по другим причинам.